# Capella de Sant Llop (Dosrius)
La Capella de Sant Llop és un edifici del municipi de Dosrius (Maresme) inclosa en l'Inventari del Patrimoni Arquitectònic de Catalunya.

## Descripció
La petita capella del segle xviii situada als afores del nucli de Dosrius, a llevant seguint la riera de Canyamars. És dedicada a sant Llop, copatró de la parròquia. A la façana hi ha una porta d'entrada sense ornamentació i amb llinda, un ull de bou i un campanar en forma d'espadanya sense campana. La coberta de l'església és a dues aigües.
Al costat dret hi té adossada una caseta.

## Història
Capella d'origen medieval refeta al segle xviii. Segons els documents consta dedicada a Santa Eulàlia des del 1353 i no fou fins al segle xvi que s'introduí l'advocació a Sant Llop, passant de capella eremítica a santuari.
S'hi celebra tradicionalment un aplec el primer de setembre.